# Черен тигър
Черният тигър е тигър с рядък вариант пигментация и не е отделен вид или географски подвид.

## Описание
Има доклади и една картина (сега изгубена) на чисто черни тигри без райета (истински меланистични тигри). Повечето черни бозайници дължат окраската си на генотип от типа aa. При определена светлина моделът все още се показва, защото цветът на фона е по-малко плътен от цвета на маркировките.
Така наречените черни тигри се дължат на псевдомеланизъм. Псевдомеланистичните тигри имат дебели ивици толкова близо една до друга, че кафявият фон едва се вижда между ивиците. Псевдомеланистични тигри съществуват и могат да се видят в дивата природа и в зоологическите градини. Твърди се, че такива тигри стават все по-чести поради инбридинг. Твърди се също, че те са по-малки от нормалните тигри, може би и поради инбридинг или защото големите черни леопарди са неправилно идентифицирани като черни тигри.